# Marvel Anime
Marvel Anime — аниме, состоящее из четырёх частей, созданное совместными усилиями компаний Marvel Entertainment и студии Madhouse. Основными персонажами являются наиболее известные герои Marvel Comics, и каждое аниме состоит из 12 серий. Проект был анонсирован на San Diego Comic-Con 2009. По словам бывшего президента Madhouse и исполнительного директора Юнго Маруто, Marvel дала «полную свободу» сюжету и персонажам аниме, чтобы показать, как героев представляет японская индустрия. Серия была выпущена в октябре 2010 в Японии, а в 2011 во всём остальном мире. Аниме выходит в эфир в Японии на канале Animax, а в США на G4. Главным руководителем проекта был назначен Уоррен Эллис. Пока что были выпущены аниме про Железного человека, Росомаху, Людей Икс и Блэйда. По словам президента Marvel International Саймона Филипса, «Это создаст целую новую вселенную для Marvel».

## Железный человек

Главные герои аниме: Тони Старк (Железный Человек) и доктор Тика Танака

Железный человек (яп. アイアンマン айан ман) — первая часть тетралогии; состоит из 12ти эпизодов. Была создана совместной работой Юдзо Сато с Уорреном Эллисом. Первая пилотная серия была показана в Японии на канале Animax 25 сентября 2010, а трансляция сериала началась 1 октября 2010 и закончилась 17 декабря 2010 года. Она транслировалась также на канале G4 в США наряду с аниме «Росомаха» с 29 июля 2011 года.

### Сюжет
Бизнесмен и учёный Тони Старк, более известный как «Железный человек», устал спасать мир и во всеуслышание объявил о своём намерении отдохнуть от борьбы со вселенским злом и переключиться на сугубо мирную деятельность. С этой целью он приезжает в Японию, где собирается принять участие в работе над совместным американо-японским проектом по созданию мощной атомной электростанции «Арк». Реализация этого проекта сулит получение практически бесплатной электроэнергии в неограниченном количестве. Однако буквально с первых минут своего пребывания в Стране Восходящего солнца Старк обнаруживает, что ему не слишком рады: местное население, помня, что ещё недавно он занимался производством оружия, относится к нему насторожённо, не зная, чего от него следует ожидать. Хуже того — сразу после приезда Старка на объекте и в его окрестностях начинается серия аварий, диверсий и даже стихийных бедствий; кто-то упорно пытается любой ценой уничтожить электростанцию.
Как выясняется, за всем этим стоит таинственная и зловещая террористическая организация, именующая себя «Зодиак». Тони Старку вновь приходится облачиться в доспехи Железного человека, чтобы покарать злодеев и защитить невинных…

### Роли озвучивали
- Кэйдзи Фудзивара — Тони Старк / Железный человек
- Такако Хонда — Тика Танака
- Унсё Исидзука — Министр обороны Курода / Расэцу
- Сидзука Ито — Нанами Ота
- Дзин Яманой — Нагато Сакураи / Рамон-Зеро
- Томоюки Симура — Итиро Масуда
- Хироаки Хирата — Хо Инсен / Дио
- Хироэ Ока — Пеппер Поттс
- Рикия Кояма — Логан / Росомаха (камео)
- Синъя Фукумацу — Деск Номура

## Росомаха

Персонажи аниме: Логан, Марико Ясида, Сингэн Ясида, Кикио Микагэ и Юкио

Росомаха (яп. ウルヴァリン уруварин) Является вторым сериалом, состоящим из 12 эпизодов. Аниме вышло в эфир в Японии на канале Animax 7 января 2011 и закончилось 25 марта 2011 года. Премьера в Америке состоялась 29 июля 2011 на канале G4; в тот же день на этом канале состоялась также премьера аниме о Железном человеке.

### Сюжет
Японская возлюбленная Логана, Марико Ясида, выходит замуж за мафиози Хидэки Курохаги, тем более, против своей воли. За Курохаги выдаёт замуж её отец — Сингэн Ясида, который является известным криминальным авторитетом. Услышав эту новость, Логан отправляется из Нью-Йорка в Токио, чтобы заставить Сингэна изменить своё решение или, по крайней мере, спасти Марико из лап Курохаги. По пути Росомахе помогут новые друзья, такие как девушка-ниндзя Юкио, у которой свои планы насчёт Сингэна. В Токио Логан встретится также со старыми и новыми врагами, которые работают на Ясиду и всеми силами пытаются остановить героя. Позже действие перенесётся на криминальный остров Мадрипур, где начнётся настоящая битва Логана и подручных Сингэна и Курохаги.

### Роли озвучивали
- Рикия Кояма — Логан / Росомаха
- Роми Паку — Юкио
- Фумико Орикаса — Марико Ясида
- Хидэкацу Сибата — Сингэн Ясида
- Кадзуки Яо — Хидэки Курохаги
- Масато Хагивара — Кикё Микагэ
- Рюдзабуро Отомо — Аркадий Россович / Красный Омега
- Масаки Тэрасома — Асано Тэссин
- Тосиюки Морикава — Скотт Саммерс / Циклоп (камео)
- Иэмаса Каюми — Ко
- Мисато Фукуэн — Мин
- Сё Хаями — Джуо Курохаги
- Таканори Хосино — Вадака
- Хироси Цутида — агент Такаги
- Фумиэ Мицудзава — агент Цукино
- Косукэ Такагути — агент Матида

## Люди Икс

Люди Икс: Циклоп, Профессор Икс, Росомаха, Гроза, Броня, Зверь.

Люди Икс (яп. エックスメン эккусу мэн) — третий сериал, состоящий из 12 серий. Трансляция началась в Японии на канале Animax с 1 апреля 2011 года. Рекламный ролик был выпущен 18 февраля 2011 года, с участиям таких мутантов как Циклоп, Росомаха, Шторм и Зверь.

### Сюжет
В Институт Ксавье поступает сообщение, что в Японии имеют место случаи загадочного исчезновения мутантов; среди пропавших — молодая девушка-мутант Хисако Ичики по прозвищу Броня. Отряд Людей Икс покидают Вестчестер и отправляются в регион Тохоку, откуда и был получен сигнал бедствия. Вскоре они узнают, что если они не подоспеют на помощь, жизням всех мутантов не только в Тохоку, но и во всей Японии угрожает опасность — на них охотятся учёные-террористы, торгующие органами мутантов, и за всем этим стоит старый враг Людей Икс.

### Роли озвучивали
- Тосиюки Морикава — Скотт Саммерс / Циклоп
- Рикия Кояма — Логан / Росомаха
- Кацуносукэ Хори — Чарльз Ксавье / Профессор Икс
- Ая Хисакава — Ороро Монро / Шторм
- Каори Ямагата — Эмма Фрост
- Ёсико Сакакибара — Юй Сасаки
- Юрика Хино — Джин Грей / Феникс
- Юкари Тамура — Хисако Итики / Броня
- Хидэюки Танака — Хэнк Маккой / Зверь
- Харухико Дзё — Джейсон Уайнгард / Властитель дум

## Блэйд
Блэйд (яп. ブレイド бурэйдо) является четвёртым, заключительным сериалом. Состоит из 12 эпизодов, сценарий написан Кэнто Фукасакой, сыном покойного Киндзи Фукасаки. Показ аниме проходил с 1 июля по 16 сентября 2011 года в Японии на канале Animax.

### Сюжет
Блэйд находится в поисках заклятого врага Дьякона Фроста. Его след теряется в Иокогаме, где в последнее время происходят странные и жестокие убийства. Блэйд сталкивается с охотниками на вампиров Макото и её отцом. Вместе с другом Блэйда Ноа ван Хельсингом главные герои выходят на след Дьякона Фроста, который, в свою очередь, затевает коварный план…

### Роли озвучивали
- Акио Оцука — Эрик Брукс / Блэйд
- Маая Сакамото — Макото
- Цутому Исобэ — Дьякон Фрост
- Осаму Сака — Ноа Ван Хельсинг
- Рикия Кояма — Логан / Росомаха (камео)
- Масато Хагивара — Кикё Микагэ (камео)